# Michaela Dorfmeister
Michaela Dorfmeister (Wenen, 25 maart 1973) is een Oostenrijkse voormalige alpineskiester. Ze werd onder meer twee keer wereldkampioene en twee keer olympisch kampioene.
Dorfmeister debuteerde in 1990 bij de senioren en werd op haar eerste Oostenrijkse kampioenschap meteen nationaal kampioen op de Super G. Nog in datzelfde jaar deed ze nog mee bij de junioren, waar ze nationaal kampioen afdaling en slalom werd. Een jaar later deed de Oostenrijkse voor het eerst mee in het wereldbeker-circuit. Het duurde vier jaar voor ze haar belofte echt kon waarmaken. Haar eerste overwinning boekte ze in het wereldbekerseizoen 1995/96 op de afdaling in Sankt Anton am Arlberg. In totaal behaalde Dorfmeister 25 wereldbekeroverwinningen.

## Resultaten

### Wereldkampioenschappen
| Jaar | Plaats                 | Resultaten                                           |
| ---- | ---------------------- | ---------------------------------------------------- |
| 1996 | Sierra Nevada          | 11e Afdaling 12e Combiné 9e Reuzenslalom 29e Super G |
| 1997 | Sestriere              | 16e Afdaling 12e Combiné 17e Reuzenslalom 8e Super G |
| 1999 | Vail-Beaver Creek      | Afdaling · 6e Combiné · Super G                      |
| 2001 | Sankt Anton am Arlberg | Afdaling · 8e Reuzenslalom · 24e Super G             |
| 2003 | Sankt Moritz           | 12e Afdaling · 4e Reuzenslalom · Super G             |
| 2005 | Bormio                 | DNF Afdaling DNF Reuzenslalom DNF Super G            |

### Olympische Spelen
| Jaar | Plaats         | Resultaten                                        |
| ---- | -------------- | ------------------------------------------------- |
| 1998 | Nagano         | 18e Afdaling · Super G                            |
| 2002 | Salt Lake City | 9e Afdaling 5e Combiné 4e Reuzenslalom 6e Super G |
| 2006 | Turijn         | Afdaling · Super G                                |

### Wereldbeker

#### Eindklasseringen
| Seizoen   | Algm   | AD     | SL  | RS     | SG     | SC     |
| --------- | ------ | ------ | --- | ------ | ------ | ------ |
| 1991/1992 | 103e   | 47e    | -   | -      | 55e    | -      |
| 1992/1993 | 117e   | 49e    | -   | -      | -      | -      |
| 1993/1994 | 95e    | 52e    | -   | -      | 44e    | -      |
| 1994/1995 | 18e    | 13e    | -   | 23e    | 16e    | 9e     |
| 1995/1996 | 9e     | 8e     | -   | 12e    | 6e     | 7e     |
| 1996/1997 | 39e    | 29e    | -   | 27e    | 20e    | -      |
| 1997/1998 | 33e    | 16e    | -   | -      | 16e    | 20e    |
| 1998/1999 | 6e     | Brons  | 47e | -      | Zilver | 4e     |
| 1999/2000 | Zilver | 7e     | -   | Goud   | 7e     | 5e     |
| 2000/2001 | 5e     | 9e     | -   | Brons  | 5e     | 6e     |
| 2001/2002 | Goud   | Zilver | -   | Zilver | Brons  | Zilver |
| 2002/2003 | 4e     | Goud   | -   | 9e     | 5e     | 7e     |
| 2003/2004 | 6e     | 5e     | -   | 10e    | Brons  | -      |
| 2004/2005 | 4e     | Brons  | -   | 12e    | Goud   | 15e    |
| 2005/2006 | Brons  | Goud   | -   | 12e    | Goud   | 14e    |

#### Wereldbekerzeges
| Datum            | Plaats                     | Onderdeel    |
| ---------------- | -------------------------- | ------------ |
| 16 december 1995 | Sankt Anton am Arlberg     | Afdaling     |
| 6 maart 1999     | Sankt Moritz               | Super G      |
| 4 december 1999  | Serre Chevalier            | Reuzenslalom |
| 9 december 1999  | Val-d'Isère                | Reuzenslalom |
| 5 januari 2000   | Maribor                    | Reuzenslalom |
| 8 januari 2000   | Berchtesgaden              | Reuzenslalom |
| 11 februari 2000 | Santa Caterina di Valfurva | Super G      |
| 24 november 2000 | Aspen                      | Super G      |
| 9 december 2000  | Sestriere                  | Reuzenslalom |
| 27 oktober 2001  | Sölden                     | Reuzenslalom |
| 19 januari 2002  | Berchtesgaden              | Reuzenslalom |
| 31 januari 2002  | Åre                        | Reuzenslalom |
| 6 maart 2002     | Altenmarkt-Zauchensee      | Afdaling     |
| 7 maart 2002     | Altenmarkt-Zauchensee      | Super G      |
| 21 december 2002 | Lenzerheide                | Afdaling     |
| 1 maart 2003     | Innsbruck                  | Afdaling     |
| 5 december 2004  | Lake Louise                | Super G      |
| 6 januari 2005   | Santa Caterina di Valfurva | Afdaling     |
| 16 januari 2005  | Cortina d'Ampezzo          | Afdaling     |
| 19 februari 2005 | Åre                        | Super G      |
| 11 maart 2005    | Lenzerheide                | Super G      |
| 18 december 2005 | Val-d'Isère                | Super G      |
| 20 januari 2006  | Sankt Moritz               | Super G      |
| 21 januari 2006  | Sankt Moritz               | Afdaling     |
| 3 maart 2006     | Hafjell                    | Super G      |